# Bambergs domkyrka
Bambergs domkyrka (tyska: Bamberger Dom) är en domkyrka i Bamberg i delstaten Bayern i Tyskland. Grundstenen lades 1004 och kyrkan invigdes 1012. Den eldhärjades sedan, men återuppbyggdes under tidigt 1200-tal och stod färdig 1237. Kyrkan präglar stadsbilden i Bamberg med sina fyra torn.

## Bilder

Bambergs domkyrka - Bamberger Dom
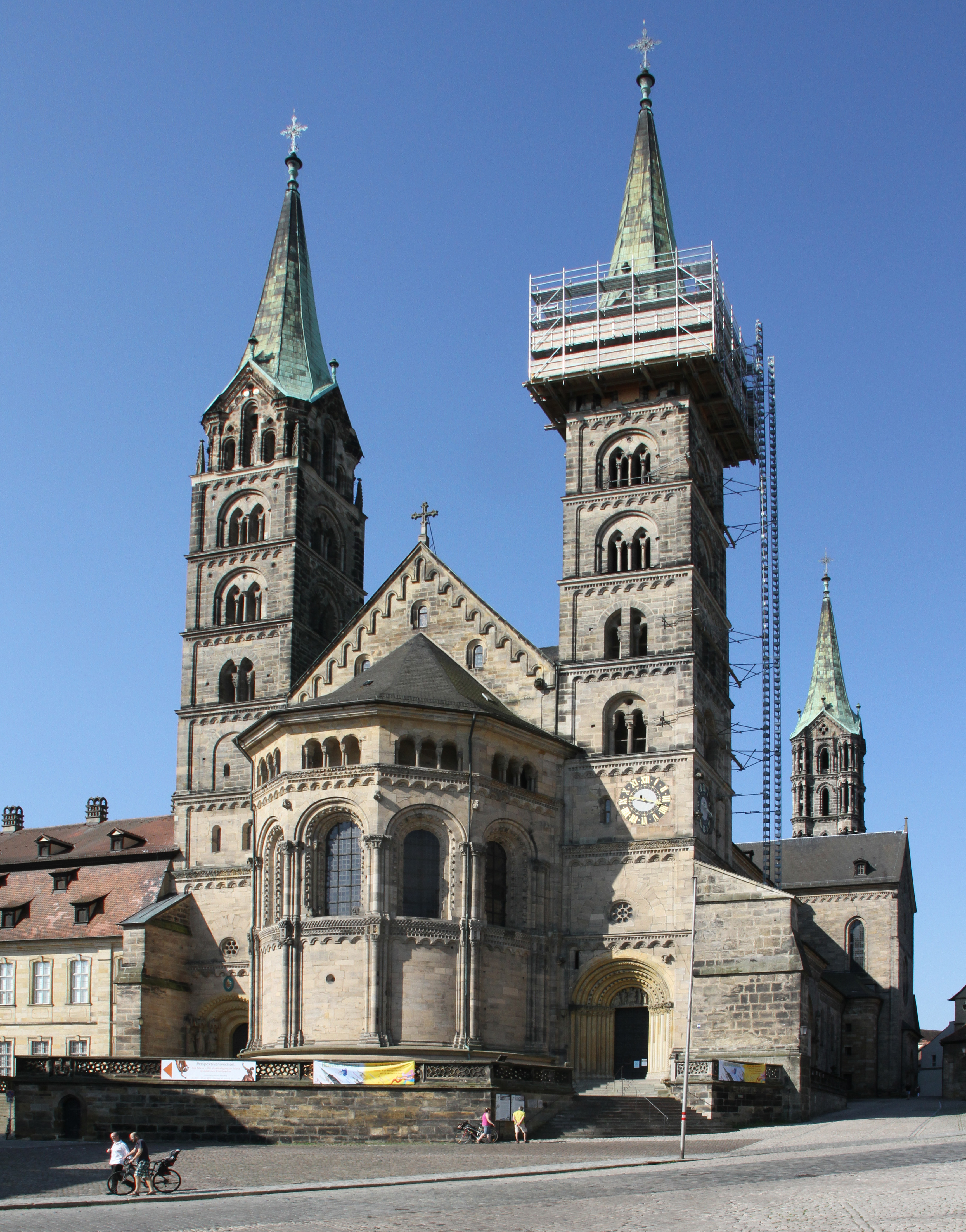
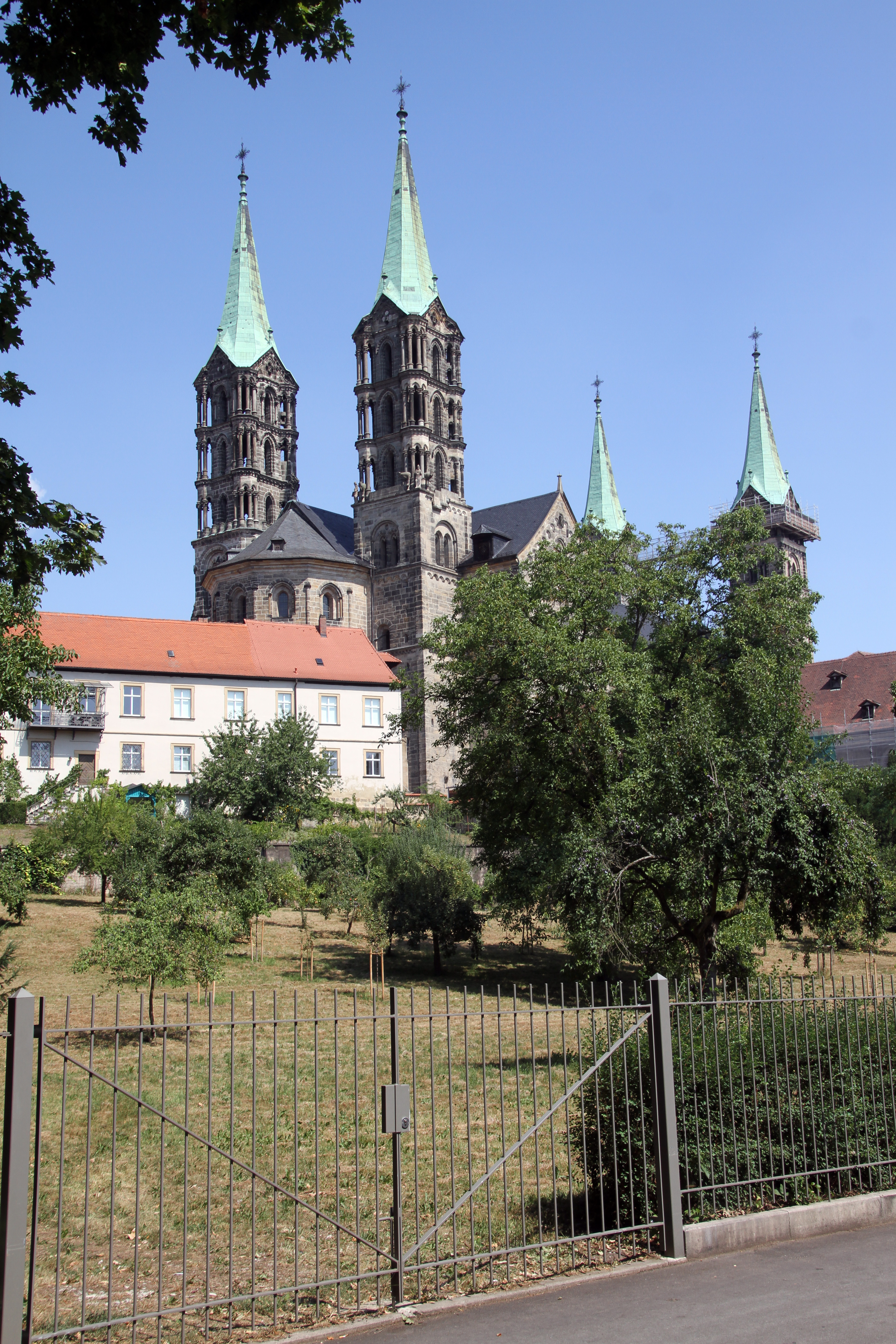
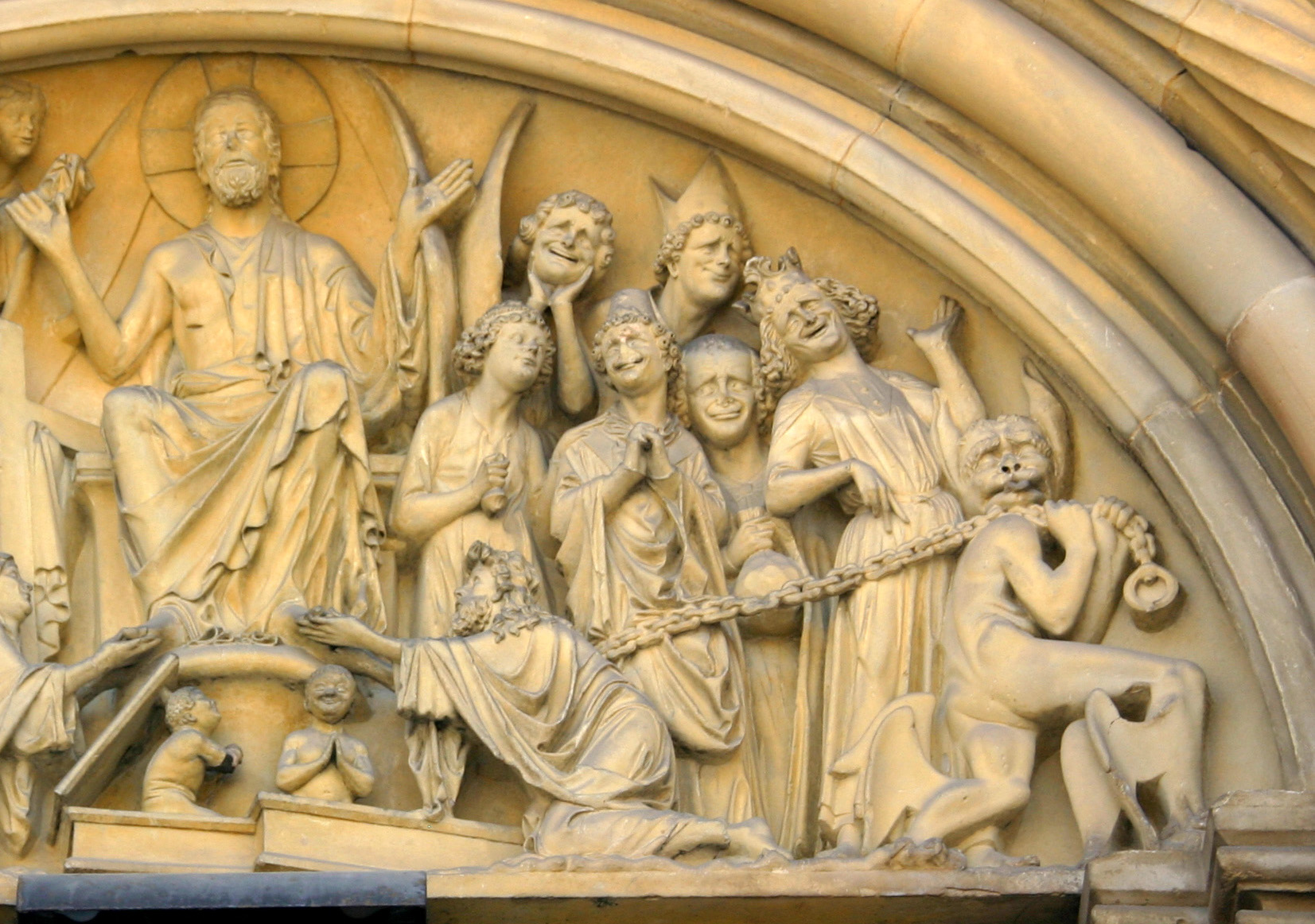
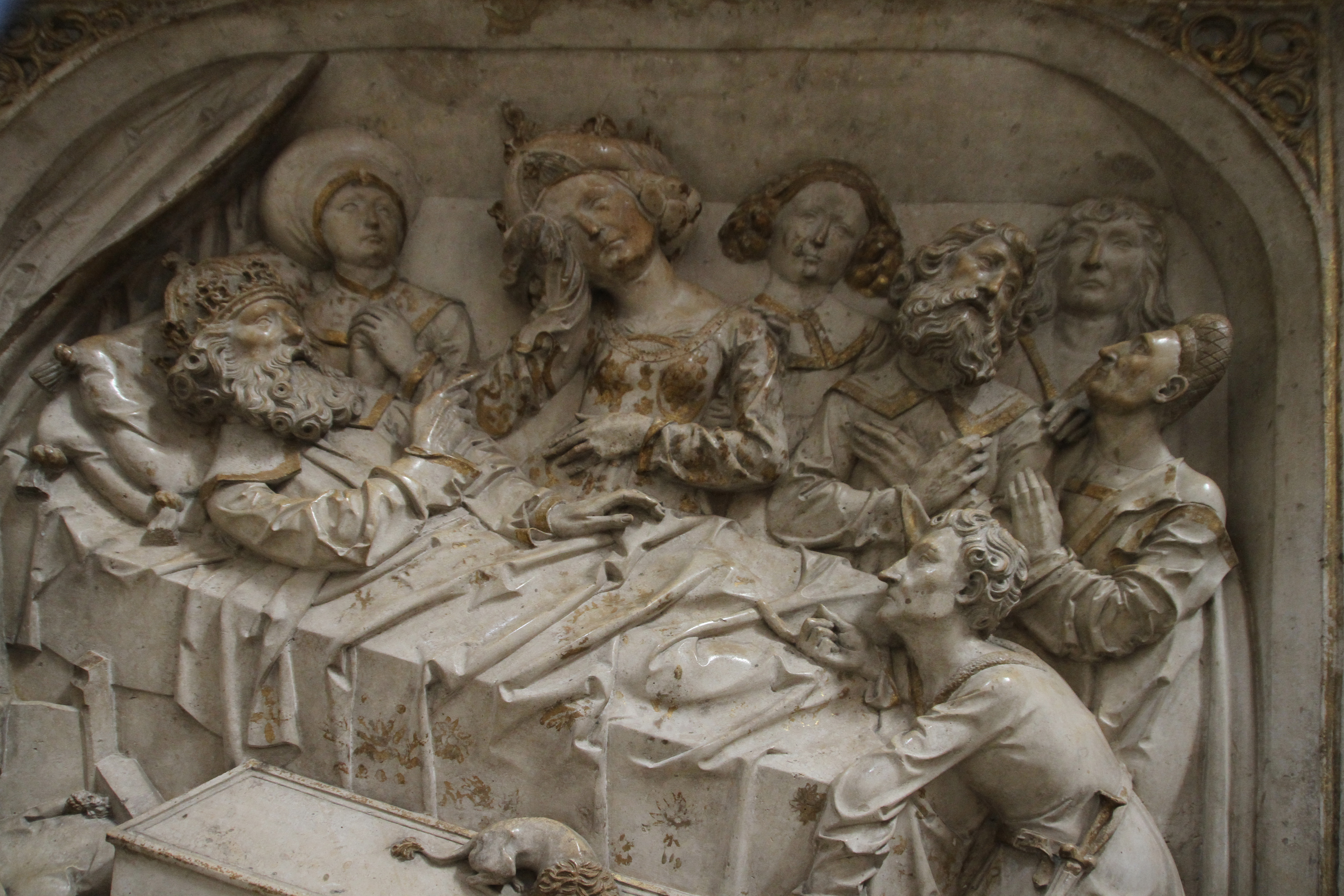
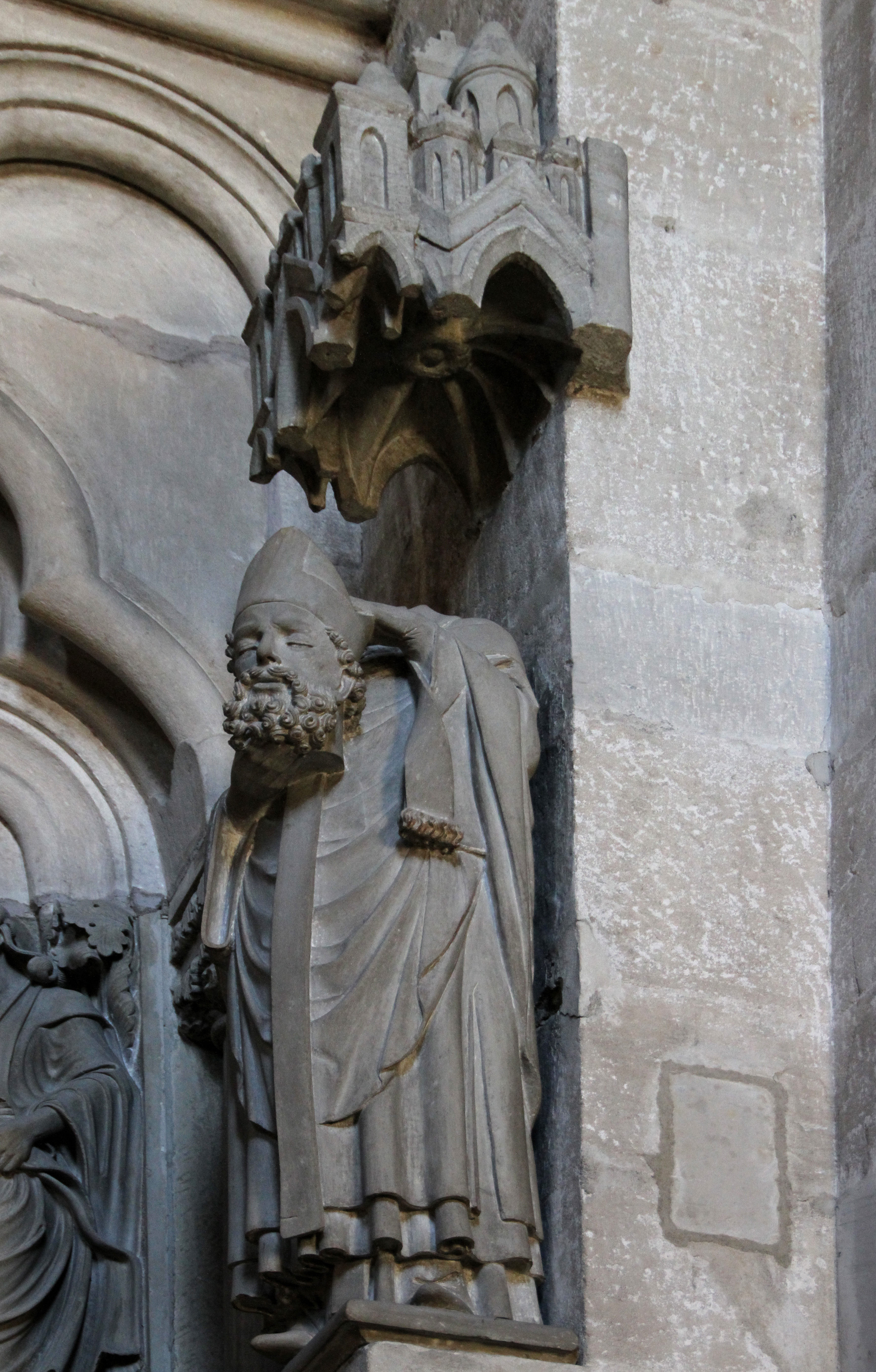